# (6480) Scarlatti
Pour les articles homonymes, voir Scarlatti.
(6480) Scarlatti est un astéroïde de la ceinture principale.

## Description
(6480) Scarlatti est un astéroïde de la ceinture principale. Il fut découvert le 12 août 1988 à l'Observatoire de Haute-Provence par Eric Walter Elst et a été nommé en l'honneur du compositeur italien Domenico Scarlatti (1685-1757),. 
Il présente une orbite caractérisée par un demi-grand axe de 2,37 UA, une excentricité de 0,23 et une inclinaison de 2,4° par rapport à l'écliptique.

## Compléments